# Mirella Pamphili
Mirella Pamphili, nom de scène de Mirella Pompili, née à Turin le 20 octobre 1946, est une actrice italienne.

## Biographie
Elle fait ses premiers pas au théâtre en dialecte dans les années 1960, malgré l'opposition de ses parents. Elle obtient son diplôme auprès du Centro sperimentale di cinematografia (Centre expérimental du cinéma), ce qui lui ouvre la porte à une large participation aux films tournés dans les cinq années suivantes. Elle commence sur le grand écran avec Les Saisons de notre amour (Le stagioni del nostro amore) de Florestano Vancini en 1965. Elle tient ensuite de nombreux petits rôles jusqu'en 1975, comme la plupart de ceux qui étaient passés par la même école.
Elle est présente dans des films comme Médée de Pier Paolo Pasolini en 1969, mais la majorité de sa filmographie est constituée de films de niveau moyen, soit du genre musicarello (c'est elle, par exemple, l'amoureuse d'Enrico Montesano dans Nel sole et L'oro del mondo, deux films avec Al Bano et Romina Power), soit des séries de Franco Franchi et Ciccio Ingrassia.

## Filmographie
- 1965 : Les Saisons de notre amour (Le stagioni del nostro amore), de Florestano Vancini
- 1966 : Rita la zanzara, de Lina Wertmüller : Mme Bonfanti[1]
- 1966 : Ray Master l'inafferrabile (it), de Vittorio Sala
- 1966 : Perdono, d’Ettore Maria Fizzarotti
- 1966 : Mi vedrai tornare, d’Ettore Maria Fizzarotti
- 1966 : Un gangster revient de Brooklyn, d’Emimmo Salvi : Luisa[1]
- 1966 : L'estate, de Paolo Spinola : Antonella
- 1966 : Deguejo, de Giuseppe Vari: une femme à Danger City
- 1966 : Opération peur (Operazione paura), de Mario Bava : Irena Hollander
- 1966 : Johnny Yuma, de Romolo Guerrieri : une fille du saloon
- 1966 : Djurado, de Giovanni Narzisi (en) : la femme de Tucan
- 1966 : Destination : Planète Hydra (2+5 missione Hydra), de Pietro Francisci : une fille
- 1966 : Un certain Monsieur Bingo (Requiem per un agente segreto), de Sergio Sollima : secrétaire et danseuse (sous le nom de Panfili)
- 1966 : Kriminal, d’Umberto Lenzi : Miss Dickinson
- 1966 : Intrigue à Suez (Un colpo da mille miliardi), de Paolo Heusch : Mirella
- 1966 : Scusi, lei è favorevole o contrario?, d’Alberto Sordi : Fiorella Conforti (sous le nom de Panfili)[1]
- 1967 : Piège nazi pour sept espions (Trappola per sette spie), de Mario Amendola
- 1967 : T'as le bonjour de Trinita (Little Rita nel West), de Ferdinando Baldi (comme Mirella Pamfili)
- 1967 : Est-ce amour ou est-ce magie ? (Per amore... per magia...), de Duccio Tessari
- 1967 : Pécos tire ou meurt (Pecos è qui: prega e muori!), de Maurizio Lucidi : Carmen (comme Mirella Panelli)[1]
- 1967 : Non stuzzicate la zanzara, de Lina Wertmüller : une domestique (comme Mirella Pompili)[1]
- 1967 : Johnny le bâtard (John il bastardo), d’Armando Crispino
- 1967 : Domani non siamo più qui, de Brunello Rondi
- 1967 : Superman le diabolique (Come rubare la corona d'Inghilterra), de Sergio Grieco
- 1967 : Un colpo da re (it), d'Angelo Dorigo : Martha (comme Mirella Pamfili)
- 1967 : Addio mamma (it), de Mario Amendola
- 1967 : Un doigt sur la gâchette (Dove si spara di più), de Gianni Puccini
- 1967 : Flashman contre les hommes invisibles (Flashman), de Mino Loy
- 1967 : Sept Winchester pour un massacre (7 winchester per un massacro), d’Enzo G. Castellari (sous le nom de Panfili)
- 1967 : Opération frère cadet (O.K. Connery), d’Alberto De Martino
- 1967 : Johnny Texas, d’Emimmo Salvi
- 1967 : Si muore solo una volta, de Giancarlo Romitelli : Eva[1]
- 1967 : Tire encore si tu peux (Se sei vivo spara), de Giulio Questi
- 1967 : Il lungo, il corto, il gatto, de Lucio Fulci
- 1967 : La notte pazza del conigliaccio (it), d’Alfredo Angeli
- 1967 : Coup de force à Berlin (Tiffany memorandum), de Sergio Grieco
- 1967 : Quatre, trois, deux, un, objectif Lune (...4..3..2..1...morte), de Primo Zeglio
- 1967 : Due rrringos nel Texas, de Marino Girolami
- 1967 : Nel sole, d’Aldo Grimaldi
- 1967 : Come rubare un quintale di diamanti in Russia, de Guido Malatesta
- 1967 : Le Magnifique Texan (Il magnifico texano), de Luigi Capuano
- 1968 : Zum zum zum (Zum Zum Zum - La canzone che mi passa per la testa), de Bruno Corbucci et Sergio Corbucci
- 1968 : Vedove inconsolabili in cerca di... distrazioni (it), de Bruno Gaburro
- 1968 : Échec international ( Scacco internazionale), de Giuseppe Rosati
- 1968 : Satanik, de Piero Vivarelli
- 1968 : Il ragazzo che sorride, d'Aldo Grimaldi
- 1968 : Operazione ricchezza (it), de Vittorio Musy Glori
- 1968 : Le Gynéco de la mutuelle (Il medico della mutua), de Luigi Zampa (sous le nom de Pompili)
- 1968 : Faustina, de Luigi Magni : fille près de la tombe de Scipio
- 1968 : I 2 pompieri (it), de Bruno Corbucci
- 1968 : Une charogne est née, d’Alfonso Brescia : Mary Ryan
- 1968 : Bouches cousues (Bocche cucite), de Pino Tosini : la caissière
- 1968 : Amore o qualcosa del genere (it), de Dino Bartolo Partesano (it)
- 1968 : L'Adorable Corps de Deborah (Il dolce corpo di Deborah), de Romolo Guerrieri : la standardiste
- 1968 : L'oro del mondo, d’Aldo Grimaldi : Attilia
- 1968 : Moi, je t'aime (Io ti amo), d’Antonio Margheriti
- 1968 : Assis à sa droite (Seduto alla sua destra), de Valerio Zurlini
- 1968 : Le Retour de Kriminal (Il marchio di Kriminal), de Fernando Cerchio
- 1968 : Donne... botte e bersaglieri, de Ruggero Deodato : Bruna
- 1968 : Le tueur frappe trois fois (La morte non ha sesso), de Massimo Dallamano
- 1968 : Un colt et le diable (Anche nel West c'era una volta Dio), de Marino Girolami
- 1968 : Le Bâtard (I bastardi), de Duccio Tessari
- 1968 : Le Grand Silence (Il grande silenzio), de Sergio Corbucci : la fille du saloon
- 1968 : Vacanze sulla Costa Smeralda, de Ruggero Deodato
- 1968 : Le Temps des amants (Amanti), de Vittorio De Sica
- 1968 : Scusi, lei conosce il sesso?, de Vittorio De Sisti
- 1968 : La Fille qui ne savait pas dire non (Tenderly), de Franco Brusati
- 1968 : Un train pour Durango (Un treno per Durango), de Mario Caiano
- 1968 : Adios Caballero (Uno dopo l'altro), de Nick Nostro : une fille mexicaine
- 1969 : Les Dégénérés (Satyricon), de Gian Luigi Polidoro
- 1969 : Zorro au service de la reine (Zorro alla corte d'Inghilterra), de Franco Montemurro : fille de Cortez
- 1969 : La Rançon de la chair (Vergogna schifosi), de Mauro Severino
- 1969 : Strada senza uscita, de Gaetano Palmieri (de)
- 1969 : I 2 magnifici fresconi (it), de Marino Girolami
- 1969 : L'Année de la contestation (Don Franco e don Ciccio nell'anno della contestazione), de Marino Girolami : Mme Rionello
- 1969 : Don Chisciotte e Sancio Panza (it), de Giovanni Grimaldi
- 1969 : Panzer division (it) (La battaglia dell'ultimo panzer), de José Luis Merino : une française
- 1969 : L'Alibi, d’Adolfo Celi, Vittorio Gassman et Luciano Lucignani
- 1969 : Cinq Fils de chien, d’Alfio Caltabiano
- 1969 : Les Intouchables (Gli intoccabili), de Giuliano Montaldo
- 1969 : Plagio, de Sergio Capogna
- 1969 : L'Otage du IIIème Reich (Comando al infierno), de José Luis Merino
- 1969 : Può una morte rivivere per amore?
- 1969 : Le Duo de la mort (Femina ridens), de Piero Schivazappa : une prostituée
- 1969 : Moi, Emmanuelle (Io, Emmanuelle), de Cesare Canevari
- 1969 : 12 + 1 (Una su 13), de Nicolas Gessner et Luciano Lucignani : actrice de théâtre
- 1969 : Le Dernier des salauds (Il pistolero dell'Ave Maria), de Ferdinando Baldi : Inez
- 1969 : Liebesvögel ou Komm, süßer Tod, de Mario Caiano
- 1969 : La Colline des bottes (La collina degli stivali), de Giuseppe Colizzi
- 1969 : Sept Hommes pour Tobrouk (La battaglia del deserto), de Mino Loy
- 1969 : Médée (Medea), de Pier Paolo Pasolini
- 1970 : Maximum Flic (Colpo rovente), de Piero Zuffi
- 1970 : Ombre roventi, de Mario Caiano
- 1970 : Lacrime d'amore (it), de Mario Amendola : Laura Maroschi[1]
- 1970 : Edipeon, de Lorenzo Artale
- 1970 : Django défie Sartana, de Pasquale Squitieri
- 1970 : Un amore oggi, d’Edoardo Mulargia
- 1970 : Shango, la pistola infallibile, d’Edoardo Mulargia : Marisol
- 1970 : Disperatamente l'estate scorsa, de Silvio Amadio
- 1970 : Quell'amore particolare, de Carlo Martinelli et Enrico Maria Salerno
- 1970 : W le donne, d’Aldo Grimaldi
- 1970 : L'Insaisissable Monsieur Invisible (L'inafferrabile invincibile Mr. Invisibile), d'Antonio Margheriti
- 1970 : Matalo!, de Cesare Canevari : la veuve
- 1970 : La guerra sul fronte Est, de Tanio Boccia
- 1971 : Mort à Venise (Morte a Venezia), de Luchino Visconti
- 1971 : Veruschka, poesia di una donna, de Franco Rubartelli (en)
- 1971 : Notre héros retrouvera-t-il le plus gros diamant du monde ? (Riuscirà il nostro eroe a ritrovare il più grande diamante del mondo ?) de Guido Malatesta : hôtesse